# Wishing I Was There
"Wishing I Was There" foi o terceiro single tirado do álbum Left of the Middle da cantora australiana Natalie Imbruglia.

## Composição
"Wishing I Was There" é uma canção de amor raivosa, escrita por Natalie para um namorado.
A música possui duas edições ou mixagens diferentes: uma com arranjos acústicos, incluída no álbum Left of the Middle, e uma outra versão, mais rock, lançada como single. Há ainda um remix lançado como faixa bônus no single britânico.

## Lançamento
O compacto foi lançado em CD em meados de 1998, atingindo o Top 20 da parada britânica na semana de seu lançamento. O single se saiu um pouco abaixo dos singles anteriores "Torn" e "Big Mistake", que chegaram ambos ao #2 da lista de vendas. 
Nos Estados Unidos, "Wishing I Was There" foi a segunda música de trabalho da cantora e chegou ao #14 da parada da Billboard. No Brasil, onde também foi a segunda música de trabalho, obteve boa rotação nas rádios e chegou ao topo da parada de clipes da MTV.

## Videoclipe
Há também duas versões diferentes do videoclipe da canção: a primeira delas foi gravada em Nova Iorque e lançada internacionalmente em maio de 1998. A outra versão foi gravada em preto e branco e lançada somente para o mercado norte-americano, pouco tempo depois.

## CD Single
- Reino Unido CD 1

1. "Wishing I Was There" – 4:25
2. "Big Mistake" (Live version on MTV) – 5:07
3. "Why" – 4:18

- Reino Unido CD 2

1. "Wishing I Was There" – 4:25
2. "Wishing I Was There" (Transister Remix) – 3:33
3. "Impressed" (Tim Bran Remix) – 4:08

- Europa

1. "Wishing I Was There" – 4:25
2. "Why" – 4:18

- Austrália

1. "Wishing I Was There" – 4:25
2. "Why" – 4:18
3. "Big Mistake" (Live version on MTV) – 5:07
4. "Wishing I Was There" (Transister Remix) – 3:33

## Paradas musicais
| Parada semanal (1998)               | Posição |
| ----------------------------------- | ------- |
| Alemanha (Media Control)            | 68      |
| Austrália (ARIA Charts)             | 24      |
| Bélgica (Ultratip 50)               | 5       |
| Brasil (Top 100 Brasil)             | 38      |
| França (SNEP)                       | 56      |
| Holanda (Dutch Top 40)              | 77      |
| Itália (FIMI)                       | 27      |
| Nova Zelândia (RIANZ)               | 40      |
| Reino Unido (UK Singles Chart)      | 19      |
| Estados Unidos (Adult Top 40)       | 13      |
| Estados Unidos (Modern Rock Tracks) | 26      |
| Estados Unidos (Mainstream Top 40)  | 15      |
| Estados Unidos (Radio Songs)        | 25      |